# Резана
Реза̀на (на италиански: Resana; на венециански: Rexana) е град и община в Северна Италия, провинция Тревизо, регион Венето. Разположен е на 31 m надморска височина. Населението на общината е 9517 души (към 2014 г.).